# Acinodendron obtusum
Acinodendron obtusum là một loài thực vật có hoa trong họ Mua. Loài này được (Griseb.) Kuntze mô tả khoa học đầu tiên năm 1891.